# Miles Aiken
Pour les articles homonymes, voir Aiken.
Miles Aiken, né le 27 décembre 1941, à New York, est un ancien joueur américain de basket-ball. Il évolue durant sa carrière au poste de pivot.

## Palmarès
- Vainqueur de la Coupe d'Europe des clubs champions 1967 et 1968
- Champion d'Espagne 1968, 1969
- Vainqueur de la Coupe d'Espagne 1967